# Niall McShea
Niall McShea, né le 1er janvier 1974 à Enniskillen (Ulster), est un pilote de rallyes d'Irlande du Nord.

## Biographie
Ce pilote a commencé les compétitions de rallyes en 1990.
En 1998, il participe au championnat britannique des rallyes sur sa Nissan Micra. En 1999, il passe simultanément sur ceux d'Irlande et de Grande-Bretagne, avec une Citroën Saxo Super 1600 cette fois, poursuivant en 2000 le championnat britannique seul.
Le WRC s'ouvre à lui en 1999 (au RAC Rally), ce jusqu'en 2009 (au rallye d'Irlande) (meilleur résultat: 9e au général en Australie pour l'édition 2004, pour un total de 33 départs d'épreuves).
En 2001, il participe au J-WRC, sur une Ford Puma et une Citroën Saxo. En 2002 il pilote une Opel Corsa préparée par Ray Mallock Ltd, toujours engagée en J-WRC.
En 2003, il débute en P-WRC sur une Mitsubishi Lancer Evo VI, remportant l'épreuve finale de sa catégorie en Corse en toute fin de saison. C'est alors que Subaru l'embauche, la collaboration durant de 2004 à 2008 (4e du 20e rallye Cork International avec la marque cette dernière année, mais aussi 8e du Rallye Donegal International sur Mitsubishi Lancer Evo IX, deux épreuves irlandaises).
Michael Orr fut son principal copilote, de 2000 et 2004, avec un intermède par Chris Patterson en 2003.
En 2009 et 2010, McShea pilote désormais sur Proton Satria Neo S2000 dans le championnat IRC.

## Palmarès
- Champion du Monde des rallyes des voitures de production (P-WRC): 2004, sur Subaru Impreza WRX STi (grâce à 5 podiums: 2 secondes places, deux troisièmes et une quatrième, et bien que n'ayant pas disputé l'intégralité des rallyes de la saison);
- Coupe Nissan Micra: 1997.

## 2 victoires en P-WRC
- 1er au Rallye d'Irlande en 2007;
- 1er au Tour de Corse en 2003;
  - 2e au rallye de Nouvelle-Zélande en 2007;
  - 2e au rallye d'Allemagne en 2004;
  - 2e au Tour de Corse en 2004;
  - 3e au rallye du Mexique en 2004;
  - 3e au rallye d'Australie en 2004;
  - 4e au rallye d'Argentine en 2004;
  - 3e au rallye d'Australie en 2003.

## Résultats en J-WRC
- 2e au RAC Rally en 2001 et 2002;
- 4e au rallye Sanremo en 2001;
- 4e au Tour de Corse en 2001.

## Distinctions
- 2000 : Roger Clark Award.